# Barranc de l'Escorial
El Barranc de l'Escorial és un curs fluvial al terme de Reus a la comarca catalana del Baix Camp.
És un nom relativament modern, que al segle xvii s'aplicava a una mina d'aigua. Es forma de la unió, sota el Mas Vil·la Maria i tocant a Sol-i-vista al nord del Camí del Roquís, del Barranc del Molí amb el del Mas de Gassot. Més avall se li ajunta per l'esquerra el Barranc dels Capellans o de la Font dels Capellans. Voreja, ja soterrat, el que abans era l'extrem sud de la ciutat vora el Barri de la Immaculada, passa per sota la carretera de Riudoms i l'avinguda i el passeig de Misericòrdia i pren una direcció sud-est per sota del carrer d'Astorga per passar pel Barri Fortuny. A l'arribar al Barri Montserrat torna a la superfície, decanta cap al sud-oest i es reuneix amb el Barranc de Pedret damunt del Mas de les Monges. A partir d'allà se'l coneix com a Barranc de Mascalbó.